# Apachekolos magnus
Apachekolos magnus là một loài ruồi trong họ Asilidae. Apachekolos magnus được Scarbrough & Perez-Gelabert miêu tả năm.